# Записки под възглавката
 Тази статия е за книгата на Сей Шонагон.  За филма на Питър Грийнауей вижте Записки под възглавката (филм).  
„Записки под възглавката“ (на японски: 枕草子) е книга в жанра дзуйхицу на Сей Шонагон, придворна дама на японската императрица Фудживара но Теиши, писана от 90-те години на X век до 1002 година.
Тя включва разнородин лични наблюдения и размишления, описания на интересни събития в двора, поезия и мнения за съвременници на авторката. Макар части от книгата да стават известни, още докато Сей е жива, тя не е писана за публикуване. Въпреки това, със своите художествени достойнства и със значението си на важен исторически документ, тя се е превърнала в класически текст на японската литература.